# Палаццо дель Капитаниато
Палаццо дель Капитаниато, Лоджия дель Капитанио, или лоджия Бернарда (итал. Palazzo del Capitaniato, loggia del Capitaniato o loggia Bernarda) — палаццо (городской дворец), спроектированный выдающимся итальянским архитектором Андреа Палладио в 1565 году и построенный между 1571 и 1572 годами в городе Виченца северо-итальянской области Венето. Расположен в центре города на Пьяцца деи Синьори, напротив Палладианской базилики, где в настоящее время находится городской совет.
Выдающийся памятник архитектуры позднего Итальянского Возрождения. С 1994 года вместе с другими постройками Палладио включён в список Всемирного наследия ЮНЕСКО «Города Виченца и Палладиевых вилл Венето» (Città di Vicenza e Ville Palladiane del Veneto).

## История
В 1565 году город Виченца заказал архитектору Палладио построить дворец для «капитана», городского представителя Венецианской республики (Сapitanio della Repubblica di Venezia), от которого здание и получило своё название. Дворец должен был заменить ранее существовавшее позднесредневековое здание, ранее использовавшееся как резиденция городской стражи, которое выходило на площадь Синьории. Таким образом, Палладио оказался занят оформлением двух сторон одной и той же площади, учитывая, что строительство «Базилики», над которым архитектор работал с середины 1540-х годов, всё ещё продолжалось.
Как и многие другие постройки венецианского архитектора, здание осталось частично незавершённым: работы были остановлены в 1572 году, хотя было построено всего три арочных пролёта вместо запланированных пяти (или семи).
Главный зал («Зал Бернардо») дворца в настоящее время используется городским советом. Он оформлен Лоренцо Рубини, фрески писал Джованни Антонио Фазоло.

## Архитектура
Мощные аркады фасада здания иногда сравнивают с Палаццо Дукале (Дворцом дожей) в Венеции, а также с лоджиями Базилики Палладио, вдохновлёнными классическим ордером Древнего Рима.
Основная особенность Палаццо дель Капитаниато — большой ордер с мощными колоннами композитного ордера, охватывающего два этажа, а также обилие скульптурного декора. Однако хроматический контраст между белым камнем и красным кирпичом является лишь результатом утрат остатков светлой штукатурки, которая закрывала когда-то кирпичные стены и колонны. Верхний зал палаццо имеет плоский кессонный потолок, лоджия на первом этаже — сводчатое покрытие. Конструкция перекрытия довольно сложна, о чём свидетельствуют, например, порталы, которые открываются в нишах и повторяют их кривизну.
Более всего палаццо напоминает древнеримские триумфальные арки. Ордерная мощь постройки вызывает ассоциации со стилем барокко, проявившимся в зданиях Рима несколько позднее. Д. Е. Аркин в своих очерках о постройках Палладио подчёркивал связь колонны со стеной. Колонна Палладио, в отличие, к примеру от архитектуры Ф. Брунеллески предыдущего периода, уже не является конструктивной опорой. Вопреки внешнему впечатлению «самые колонны остаются неразрывно связанными со стеной и только со стеной, вернее они сами представляют собой стену, ставшую рельефом. Колонна как средство пластической разработки стены — вот что такое колоссальный ордер Лоджии дель Капитанио… и Андреа Палладио выступает как прямой предшественник архитектурной эстетики барокко».